# Arthur Simms
Arthur Simms (nacido en 1953 en Baltimore, Maryland y fallecido en 1987), fue un cantante y actor estadounidense.
Dotado de voz excepcional, sobre todo en los agudos, tuvo su mayor éxito con la canción It's Only Mystery ( 1985 ), de la banda sonora de la película Subway , de Luc Besson. También formó parte del elenco principal de la película interpretando al cantante de esta canción, así como la otra canción de la película, Guns And People . Luego, pondrá su talento como cantante e ingeniero de sonido al servicio de otros artistas como Tony Curtis , Nana Mouskouri y Éric Serra.

## Vida privada
De adolescente, su voz ya le permitió ser solista en un coro de gospel en una iglesia.

## Colaboraciones
A lo largo de su carrera, habrán trabajado uno u otro con Dalida, Gabriel Yared, Cerrone, Michel Jonasz, Éric Serra, Jacques Dutronc, Mireille Mathieu , Chagrin d'amour , Catherine Lara, Françoise Hardy, Nana Mouskouri, Yves Simon, Corine. Marienneau, Louis Bertignac , Saint-Preux . Sin embargo, existe confusión en cuanto a su participación en el álbum Love on the Beat de Serge Gainsbourg.

## Filmografía
- 1983 : Le Grand Carnaval
- 1985 : Subway
- 1985 : Urgence